# Xylococcus japonicus
Xylococcus japonicus är en insektsart som beskrevs av Mamoru Oguma 1926. Xylococcus japonicus ingår i släktet Xylococcus och familjen pärlsköldlöss. Inga underarter finns listade i Catalogue of Life.